# Kuseswor Dumja
Kuseswar Dumja (en népalais : कुशेश्वर दुम्जा) est un comité de développement villageois du Népal situé dans le district de Sindhuli. Au recensement de 2011, il comptait 4 973 habitants.